# Ren (ca sĩ)
Choi Min-ki (tiếng Hàn Quốc: 최민기; sinh ngày 3 tháng 11 năm 1995), hay còn được biết đến bằng nghệ danh Ren (tiếng Hàn Quốc: 렌), là một nam ca sĩ Hàn Quốc, thành viên của nhóm nhạc nam Hàn Quốc NU'EST được thành lập bởi công ty giải trí Pledis Entertainment vào năm 2012.

## Tiểu sử
Ngay từ nhỏ, âm nhạc đã "ngấm" vào Ren một cách rất tự nhiên nhờ những ca khúc mà cha anh hát. Cha Ren từng mơ ước trở thành một ca sĩ, vì vậy ông luôn ủng hộ con trai đi theo nghiệp ca hát.
"Tôi đã thay cha thực hiện ước mơ trở thành ca sĩ. Ông ấy rất tự hào về tôi và tôi luôn cố gắng để không phụ lòng tin của cha" – Ren chia sẻ.
Ren đã tốt nghiệp trường korean Artist High School

## Sự nghiệp

### Năm 2012: Debut với Face
Ngày 16/1/2012, Pledis Entertainment tiết lộ teaser đầu tiên của Nu'est. Pledis Entertainment lần lượt tung teaser của các thành viên JR, Aron, Minhyun, Baekho và Ren. Ngày 2/3/2012, xe buýt mang tên Nu'est được lái xung quanh thành phố Seoul nhằm quảng bá cho sự ra mắt sắp tới của họ với ca khúc chủ đề "Face". Đồng thời công ty cũng tiết lộ rằng đĩa đơn đầu tay của nhóm được sáng tác bởi nhạc sĩ Thụy Điển Daniel Bergman.
Ngày 15/3/2012, nhóm phát hành MV đầy đủ cho ca khúc "Face". MV xoay quanh vấn đề tệ nạn xã hội như bạo lực học đường,... đã được người dân ủng hộ nhiệt tình.
Cùng ngày hôm đó, nhóm có màn ra mắt trong chương trình Mnet's M! Countdown! với ca khúc "I'm Sorry" và ca khúc "Face".
Ngày 19/3/2012, NU'EST tham gia vào show truyền hình thực tế "Making of a Star: NU'EST, Landing Operation". Trong chương trình thực tế này, fan hâm mộ có thể thấy được một khía cạnh rất khác của NU'EST. Họ thật hài hước và dễ thương. Trên sân khấu, họ thể hiện sự quyến rũ và cách cư xử tốt của họ. Tuy nhiên, sau con người họ lại là sự ngây thơ. Ngày 9/5/2012 họ kết thúc tập phim cuối cùng của "Making of a star"
Sau khi kết thúc quảng bá ca khúc "Face", nhóm tiếp tục quảng bá ca khúc "I'm Sorry".
Ngày 7/4/2012, hai thành viên Minhyun và Ren đã được đặc cách tham gia trình diễn trong tuần lễ thời trang Seoul. ngày 11/7/2012, nhóm ra mắt mini album đầu tiên Action, và được nhiều sự chú ý, trang Fan cafe của nhóm cũng bị kẹt trong ít phút vì quá tải hiện tại, nhóm đang chuẩn bị luyện tập cho album thứ 3. Kế hoạch của nhóm là tấn công sang cả thị trường nước ngoài.
Tham gia như một vũ công trong chương trình khuyến mãi cho "Wonder Boy" của ASBlue tiểu đơn vị, Pledis sau đó tích hợp nó vào dự án của "Happy Pledis 2012". Thu hút nhiều sự chú ý khía cạnh nữ của mình, nhưng các đánh giá xấu anh không quan tâm. Trước khi ra mắt của nhóm, hình ảnh teaser của Ren, đã được tiết lộ, gây ra một mối quan tâm lớn từ cư dân mạng biết nếu đó là nam hay nữ.

### Trở lại với mini album Action
Sau khi ra mắt thành công với Face, Nu'est tiếp tục chứng minh sức hút qua hit Action. Qua ca khúc này, nhóm muốn nói về sự tự do, quyền được thể hiện tiếng nói, bản thân trong xã hội. Action nhanh chóng xuất hiện trong các bảng xếp hạng lớn.

### Dã từ phong cách unisex
Vào ngày 13-6-2014, đoạn clip【뉴파파 14일간의 기록】뉴이스트 (NU'EST) 13Days편  được đăng tải lên youtube. Đây là chương trình 14 ngày thử thách cho NUEST, trong đoạn video Ren đã quyết định cắt đi mái tóc dài và mãi mãi từ bỏ phong cách của anh suốt 2 năm kể từ ngày debut. Vào 00:00 ngày 22-6-2014, tấm teaser thứ 2 được tung ra với hình ảnh Ren với mái tóc ngắn và nam tính, album Re:Birth được tung ra với những teaser của anh đầy nam tính khoe cơ bụng 6 múi của mình, kể từ đây phong cách unisex đã hoàn toàn bị rũ bỏ.

### Năm 2017
Tham gia chương trình Produce 101 season 2 với tư cách trainee

## Vị trí trong nhóm
Ca sĩ, vũ công, center, maknae.

## Truyền hình
| Năm  | Tên          | Vai diễn       | Ghi chú |
| 2013 | Jeon Woo Chi | 강술, Kang Sul |         |

## Colaboraciones
- After School - "Someone is You" (Junto con JR y Baek Ho

## Chương trình
- Strong Heart (20-Noviembre-2012)
- Making of a star Nu'est landing operation (2012)
- MTV Diary (2013)
- Weekly Idol
- SeventeenTV
- Nu'est L.O.V.E Story

## Quảng cáo
- New Balance CF (2011)
- Labiotte 2017
- Hangten 2018